# 社会结构
社会结构（英語：Social structure）是一个在社会学中广泛应用的術語，但是很少有明确的定義，最早的使用应该在20世纪初汉语社会科学的形成时期。在当前的汉语社会科学中，这个模糊的概念仍然被广泛使用，社会结构的本体有社会群体、社会组织、社会制度和社区。广义的讲，它可以指经济、政治、社会等各个领域多方面的结构状况，狭义地讲，在社会学中主要是指社会阶层结构。但是，在欧美社会理论语境中，社会结构常常还在更加抽象的层次上使用，用来指独立于有主动性的人并对人有制约的外部整体环境，经常与“能动性”对立使用。一定意义上，这种对立类似于“社会VS个人”的对立。英国社会学家安东尼·吉登斯在其《社会学》中写道，社会结构是一个重要概念，它指的是我们生活的社会背景不只是事件或行动的随即分类，而是以各具特色的方式被赋予结构或模式。

## 社会结构概念的发展
赫伯特·斯宾塞、卡尔·马克思、塔尔科特·帕森斯、尼克拉斯·盧曼等。

## 特色
一般系統論（General System Theory）社會科學中的功能主義（Functionalism）的發展有密切關係，功能主義試圖從結構、過程和功能的角度來看，並且企圖了解這些組成分子的關係，甚至進一步強調一個文化或社會制度的每個元素再其較大系統中都有特定功能，任何相互依存的分子組合即系統，學者認為系統有以下功能：
- 次級系統（Subsystems of Components）：任何系統都由兩個以上相互關聯的分子要素組成。
- 整體論（Holism）：總體大於分子相加之合，系統本身是個完形的整體，整體具有各個次級系統所無的特性。
- 開放性（Open System）：系統不能離開而孤立的存在，他會和外在環境交換資訊、資源或訊息以及刺激。
- 投入轉換產出過程（Input-transformation-output Model）：系統和環境形成動態關係，他從環境得到各種投入並加以處理轉換，轉成系統對環境或其他系統的產出，此一產品又為其他相關系統之投入。
- 系統界限（System Boundaries）：區隔系統和環境的所在作為系統和環境的過濾機制。
- 能源不絕（Negative Entropy）：封閉系統因為和環境隔絕，自身的能源一定有消耗殆盡的時候；開放系統相反，因能與環境相通有無故能生生不息永續發展。
- 動態平衡（Dynamic Equilibrium）：系統因為開放而來的投入轉換產出過程，所衍生的變與動，而非亂變與盲動，而是有規律、有秩序的變動，變動中要維持平衡不失合協。
- 回饋（Feedback）：系統產出對環境的作用以及系統本身的運作訊息要送回系統，當作是一種新的投入俾為必要之修正依據。
- 層級相連（Hierarchy）：彼此相關的各種系統會形成上下、大小層級不同的層級秩序，彼此之間具有相互之關係。
- 分工合作（Internal Elaboration）：因應成長系統組織會更加分工與協調。
- 多元目標（Multiple Goal Seeking）：系統目標可以多元化，由其社會系統是由個人和組織所組成更具多元價值而追求多元目標。
- 殊途同歸（Equifinality of Open System）：系統可以經由多種不同的方法達成相同結果或目標，有時不同的起始條件也會產生一致結果。

## 影響
系統和功能為許多科學提供一個普遍適用的架構。

### 人類學
系統和功能強調每個社會行動,例如婚姻儀式或犯罪懲罰,在整體社會文化中都有其功能,反而有助於社會結構的維繫。

### 社會學
美國社會學大師塔尔科特·帕森斯首先採用功能主義和一般系統理論,並且以開放系統研究社會結構,他不但發展一個廣大的社會系統架構並將其運用在組織理論上。

### 心理學
完形心理學說明了行為主義,並且把性格是作受環境影響的動態系統,故而整合複雜的社會結構因素。

### 經濟學
系統理論的平衡觀點是分析經濟系統和次級系統的基礎,現代經濟學以從既往的靜態平衡模式,發展成動態平衡的觀點。

### 控制论
從系統理論為基礎強調複雜體系中的溝通和資訊流動與吸收,雖然控制论多應用在機械工程上,然而其反饋、控制和調節卻可以應用於生物系統和社會系統,尤其是組織的研究。